# Gimar Montaz Mautino
Pour les articles homonymes, voir GMM et Montaz.
Gimar Montaz Mautino, abrégé en GMM, est une entreprise de construction de  remontées mécaniques située à Saint-Martin-le-Vinoux près de Grenoble.

## Historique

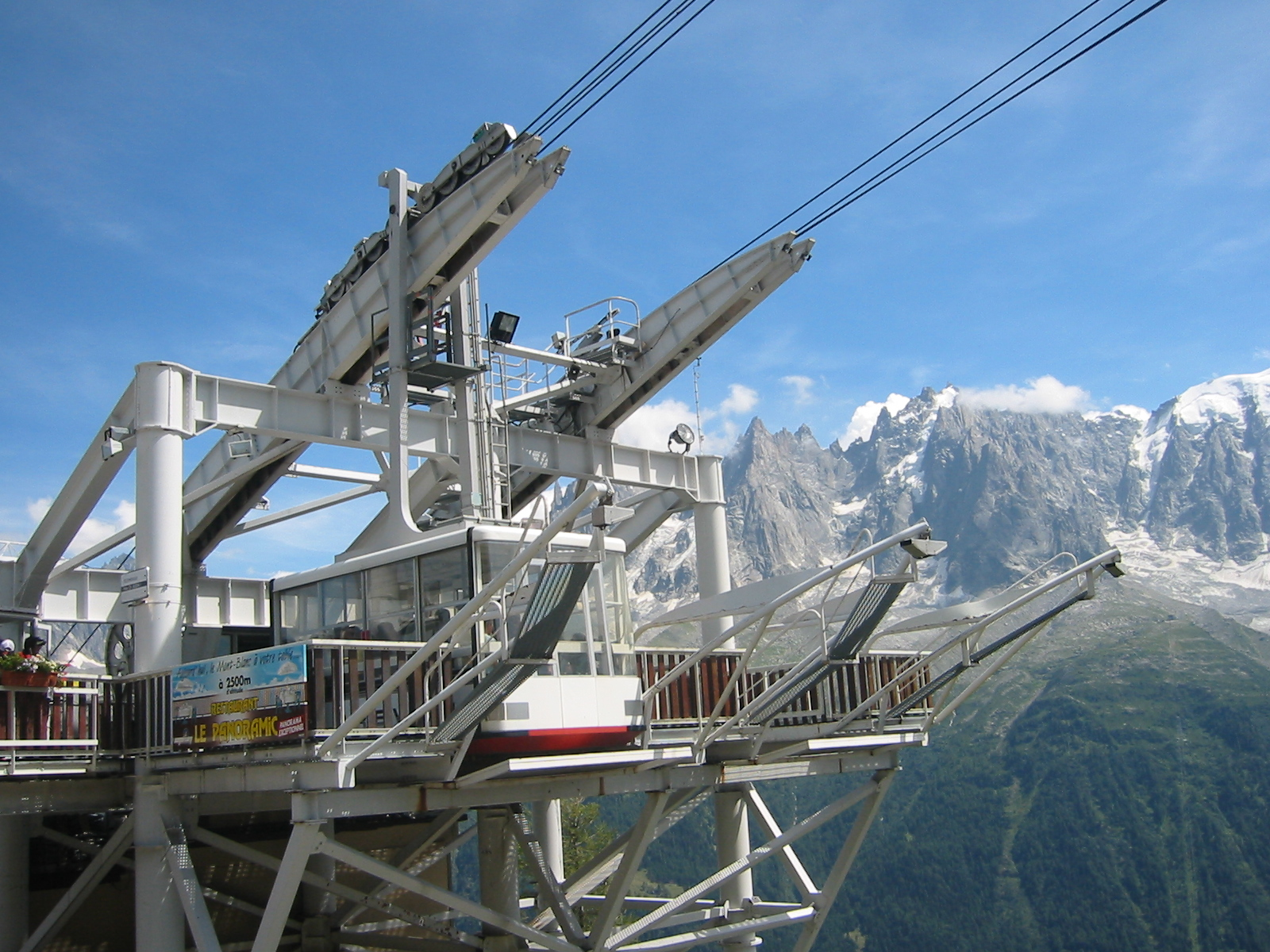
Téléphérique du Brévent à Chamonix-Mont-Blanc (France).

La forme actuelle de l'entreprise date de 1990, période où la société Gimar dirigée alors par Bernard Drevet, a obtenu par jugement du tribunal de commerce de Grenoble la reprise, en décembre 1989, de la firme Montaz-Mautino alors en liquidation judiciaire.
La société Montaz-Mautino a été fondée 40 ans auparavant par Pierre Montaz et Victor Mautino. Ils cessèrent leurs activités au sein de l’entreprise autour de 1986 et 1987. Implantée dans la commune de Fontaine (Isère) jusqu’en 1988, elle s’installa à quelques kilomètres de là dans la ZIRST de Meylan sur décision du directeur de l’époque, William Timmerman. Ses activités couvraient les domaines variés tels que les téléskis, les télésièges à pinces fixes, les télésièges à pinces débrayables, les télécabines, les télébennes et les téléphériques. Elle a notamment construit en 1987 le téléphérique du Brévent à Chamonix-Mont-Blanc.
La marque Gimar fut créée par Messieurs Giraud et Mareau à la fin des années 1970.
Les activités (jusqu'en 1988) étaient essentiellement tournées vers la production d'appareils de transport par câble industriels, avec toutefois quelques tentatives dans le secteur touristique. Le rachat de la structure par Bernard Drevet en 1988 lui donna un nouveau souffle.
En 1990, Bernard Drevet déplaça la structure dans des locaux situés sur la commune d'Échirolles.  
L'entreprise GMM a été dirigée par François Montes (PDG) depuis 1994 après la disparition de Bernard Drevet. Son système de management est certifié ISO 9001 depuis cette époque. L'actuelle direction est assurée par Paul Brun.

## Produits
GMM construit essentiellement des télésièges à attaches fixes quadriplaces et des téléskis à enrouleurs ou à perches, et assure naturellement le service après vente sur les anciens appareils conçus par les deux anciennes sociétés Montaz-Mautino et Gimar. Bien que n'ayant pas obtenu la notoriété des leaders prépondérants actuels (Doppelmayr, Leitner et Poma), GMM totalise à son actif plus de 2 500 remontées mécaniques sur les 5 continents, dont près de 780 sur le territoire français, parmi lesquels plus de 100 télésièges et 600 téléskis. La société s'efforce de limiter l'empreinte écologique de ses remonte-pentes en utilisant des structures démontables et des éléments recyclés. 